# جان استیون آکواری
جان استیون آکواری (به انگلیسی: John Stephen Akhwari) متولد ۱۹۳۸ در شهر مبولو (Mbulu)، تانزانیا که نماینده کشورش برای شرکت در مسابقه دوی ماراتن بازی‌های المپیک تابستانی ۱۹۶۸ مکزیکو سیتی بود و با زمان ۳ ساعت و ۲۵ دقیقه و ۲۷ ثانیه از خط پایان گذشت.

## المپیک تابستانی مکزیکوسیتی
جان استیون آکواری با قد ۱٫۶۰ متر و وزن ۵۰ کیلوگرم، نماینده کشور تانزانیا وی یکی از ۷۲ شرکت‌کننده در دوی ۴۲ کیلومتر ماراتن بازی‌های المپیک تابستانی ۱۹۶۸ بود.

در بین کیلومتر ۱۹ و ۲۰ این مسابقه جان استیون به سختی به زمین خورد و زانوی وی آسیب جدی دید. پس از بانداژ پای آسیب دیده به دویدن خود ادامه می‌داد و در راه گاهی ایستاده و دست بر روی پای آسیب دیده می‌گذاشت و باز به دویدن ادامه می‌داد.
ساعت حدود ۱۹ بود و هوا نیز تاریک شده بود. تماشاچی‌ها در حال ترک استادیوم بودند که با صدای آژیر و چراغ پلیس متوجه ورود جان استیون آکواری به استادیوم شدند. تماشاچی‌های باقی‌مانده در استادیوم اکنون تا جایی که می‌توانستند در حال تشویق استیون بودند. وی پس از ۳ ساعت و ۲۵ دقیقه و ۲۷ ثانیه از زمان آغاز مسابقه از خط پایان گذشت. 
در میان 57 نماینده شرکت‌کننده در دوی ماراتن ۴۲ کیلومتر بازی‌های المپیک تابستانی ۱۹۶۸ جایگاه نخست را مامو وولده (Mamo Wolde) از اتیوپی با زمان ۲ ساعت و ۲۰ دقیقه و ۲۶ ثانیه از آن خود کرد. این در حالی است که جان استیون به عنوان نفر پنجاه و هفتم و آخرین دونده‌ای که از خط پایان گذشت با اختلاف ۱ ساعت و ۴ دقیقه و ۵۰ ثانیه از خط پایان گذشت.
وی در پاسخ به پرسش خبرنگاری که دلیل اصرار وی بر تمام کردن مسابقه را (با وجود زخم‌هایش) جویا می‌شد گفت:
فکر نمی‌کنم شما درک کنید. کشورم مرا ۵۰۰۰ مایل نفرستاده که مسابقه را شروع کنم، مرا ۵۰۰۰ مایل فرستاده که مسابقه را تمام کنم.

## پس از بازی‌ها
جان استیون پس از بازی‌های المپیک تابستانی ۱۹۶۸ به مدت ۱۰ سال دیگر ورزش دوندگی را ادامه داد. وی جایگاه پنجم دوی ماراتن بازی‌های کشورهای مشترک‌المنافع انگلستان را در سال ۱۹۷۰ بدست آورد.

نام جان استیون آکواری بر روی ارگان کمک برای آمادگی دوندگان تانزانیایی برای بازی‌های المپیک نیز گذاشته شد.

از وی در بازی‌های المپیک تابستانی ۲۰۰۰ سیدنی نیز دعوت شد و همچنین در آوریل سال ۲۰۰۸ از طرف کشورش نماینده حمل مشعل بازی‌های المپیک تابستانی ۲۰۰۸ شد.